# Telessaúde
A telessaúde é a distribuição de serviços e informações relacionadas à saúde através de tecnologias eletrônicas de informação e telecomunicações. Pode ser vista como uma nova maneira de pensar os processos de saúde, quebrando a barreira da distância, usando as tecnologias da informação e telecomunicação a favor do acesso à rede de saúde.
A telemedicina é por vezes usada como sinônimo, sendo definida como uma troca de informações por meio de comunicações eletrônicas para melhorar o estado de saúde dos pacientes. No entanto, o termo telessaúde é utilizado para se referir a um escopo mais amplo de funções relacionadas com a saúde, como a educação e administração, estendendo-se para a promoção de saúde e prevenção de doenças.
A utilização da telessaúde tem contribuído para facilitar o acesso de pacientes de áreas rurais e remotas, que tem como desafio a falta de transporte, a falta de mobilidade, a diminuição do financiamento ou a falta de pessoal, restringindo o acesso aos cuidados e serviços de diagnóstico e terapia de qualidade. Nesse cenário, ter acesso aos programas de tratamento é uma boa oportunidade para as pessoas que, até então, eram marginalizadas pelas condições econômicas e geográficas.
Assim como o ensino à distância do provedor; reuniões, supervisão e apresentações entre os profissionais; informações on-line e gerenciamento de dados de saúde e integração do sistema de saúde. A telessaúde poderia incluir dois médicos discutindo um caso por videoconferência; uma cirurgia robô-assistida ocorrendo através de acesso remoto; fisioterapia feita através de instrumentos digitais de monitoramento, alimentação ao vivo e combinações de aplicações; testes sendo encaminhados entre instalações para interpretação por um especialista de alto nível; prestação de serviços no âmbito da fonoaudiologia; monitoramento domiciliar através do envio contínuo de dados de saúde do paciente; conferência on-line entre cliente e profissional; ou mesmo interpretação por videoconferência durante uma consulta.

## Telessaúde e Telemedicina
Existem diversas definições na literatura para Telemedicina. Algumas são da época de seu surgimento, na década de 60. Outras vêm sendo aprimoradas e adequadas de acordo com as novas facilidades tecnológicas e com as necessidades da saúde. Em síntese, existem várias definições que focam na ideia de que a Telemedicina consiste no uso da tecnologia para possibilitar cuidados à saúde nas situações em que a distância é um fator crítico. A expansão da aplicação da Telemedicina para diversos serviços de saúde proporcionou o surgimento de termos adicionais nesta última década, sendo os mais comuns Telecare, e-Health e Telehealth, todos com o objetivo de ampliar a sua abrangência.
Telessaúde significa saúde à distância. É a forma de promoção da saúde através da utilização de tecnologias de telecomunicação bidirecional através do uso de internet, redes de voz e vídeo e teleconferências que possibilitam a comunicação, compreensão, processamento e armazenamento de dado entre usuários fisicamente distantes entre si.
A telessaúde de modo geral tem um conceito mais amplo no qual a telemedicina está inserida.

## História
Considerando que essas soluções têm base na comunicação, há relatos de seu surgimento ainda na Idade Média, quando um médico se isolou do surto de pragas que assolavam a Europa. O profissional se manteve na margem oposta do rio em seu povoado, onde recebia e orientava um agente comunitário, que contava ao médico quais sintomas a população apresentava. Depois de ouvir recomendações, o agente se dirigia ao povoado e tomava as medidas sugeridas pelo médico.
Se, contudo, partirmos da primeira invenção que possibilitou a transmissão de informações de saúde a distância, tudo começou em meados do século XIX, com a criação do telégrafo, que permitiu o envio de laudos de exames radiográficos a locais distantes.
No início do século XX a comunicação via rádio foi usada para prover serviços médicos para a Antártida. Em 1910 o primeiro "estetoscópio elétrico" via telefone ocorreu na Inglaterra e ainda em 1924, pesquisas descreveram o potencial de um "rádio doutor", capaz de "ver e ser visto pelo paciente". A combinação entre linhas telefônicas e máquinas de fax possibilitou o envio remoto de gráficos de eletrocardiograma (ECG) a cardiologistas, que os interpretavam a distância, beneficiando pacientes em zonas afastadas dos centros urbanos.Simultaneamente, o rádio desempenhava um papel importante na comunicação em saúde, conectando médicos nas frentes de batalha da 2ª Guerra Mundial a colegas em hospitais de retaguarda, em 1946. Na década 50, imagens radiológicas foram transmitidas pela primeira vez, entre West Chester e Filadelfia, na Pensilvânia. Nesse mesmo período um vídeo interativo foi empregado em um projeto no qual o Instituto Psiquiátrico de Nebrasca começou realizar teleconsultas de psiquiatria com o Norfolk State Hospital, a 112 milhas de distância. Esses foram os primeiros relatos da telecomunicação empregada na área da saúde e desde então esse campo da ciência vem aumentando exponencialmente sua importância.
No Brasil, duas ações reúnem instituições de excelência no território nacional para as atividades de telessaúde no Sistema Único de Saúde: a Rede Universitária de Telemedicina (Rute) e o Programa Nacional Telessaúde Brasil Redes.
A Rute surgiu em 2005 como ação para implantar infraestrutura de interconexão nos hospitais universitários e unidades de ensino de saúde no Brasil. A Rute vem fortalecendo projetos de telessaúde,  de modo a facilitar o intercâmbio entre grupos de pesquisas nacionais por rede de conexão com alta velocidade. Além disso, apoia operacionalmente uma centena de grupos multi-institucionais de discussão, os Special Interest Groups (SIGs).
O Programa Nacional de Telessaúde realizado desde 2007 em parceria dos ministérios da Saúde e da Ciência e Tecnologia, inclui o uso de um programa que permite a troca de informações via internet entre médicos do SUS, médicos especialistas e pacientes. Segundo relatório divulgado em março de 2010 pelo Ministério da Saúde, 50% dos deslocamentos de pacientes em tratamento de nove estados brasileiros foram reduzidos com a implementação do serviço. A redução de encaminhamentos desnecessários desses pacientes já gerou uma economia para o SUS de 35 milhões de reais.
O Programa de Telessaúde envolve diversos núcleos pelo Brasil e oferecem diversas formas de tele assistência em saúde. O profissional de saúde que utiliza o programa tem acesso a vídeos e materiais dentro do site sobre doenças mais prevalentes, pode participar de videoconferências e teleconsultason-line ou off-line, além de telediagnóstico de eletrocardiogramas (ECG).

## Considerações Éticas e Regulatórias

#### Organização Mundial da Saúde - WHA58.28 eHealth
A resolução publicada pela Organização Mundial da Saúde (OMS) em 25 de maio de 2005, recomenda aos seus 192 estados membros o uso da telessaúde como estratégia para a melhoria dos sistemas de saúde, incentivando a elaboração de um plano estratégico de longo prazo para o desenvolvimento e implementação de serviços de eHealth nas várias áreas do setor da saúde. Além disso, determina a importância de se esforçar para alcançar as comunidades, incluindo grupos vulneráveis, com serviços de eHealth adequado às suas necessidades.

#### Portaria Nº 35, de 4 de janeiro de 2007
O Brasil adotou a resolução em 2007, quando criou o Programa Nacional de Telessaúde, no âmbito do Ministério da Saúde (MS), para aperfeiçoar a qualidade do atendimento da Atenção Básica do SUS, integrando as diversas instituições por intermédio de recursos de Telemedicina e Telessaúde, capazes de desenvolver ações de Saúde.
A portaria foi revogada pela PRT GM/MS nº 402 de 24.03.2010, que instituiu em âmbito nacional o Programa Telessaúde Brasil para apoio à Estratégiade Saúde da Família no Sistema Único de Saúde. Além disso, institui o Programa Nacional de Bolsas do Telessaúde Brasil.
Essa portaria, por sua vez, foi redefinida e ampliada por meio da PRT GM/MS nº 2.546 de 27.10.2011, passando a ser denominado Programa Nacional Telessaúde Brasil Redes (Telessaúde Brasil Redes).

#### Decreto nº 9.795, de 17 de maio de 2019
Em 2019, o Ministério da Saúde publicou um decreto estabelecendo novas diretrizes para o funcionamento da telessaúde no Brasil no âmbito do  Sistema Único de Saúde.

#### Lei nº 13.989, de 15 de abril de 2020
Devido ao cenário de pandemia provocado pelo novo coronavírus no Brasil, a presidência da República sancionou a Lei 13.989/2020, na qual dispõe sobre o uso da telemedicina durante a crise causada pelo coronavírus (SARS-CoV-2), liberando em caráter de urgência o seu uso também na esfera da saúde suplementar.

## Métodos e Modalidades
A telessaúde requer uma conexão de banda larga forte e confiável e tecnologia de comunicação móvel de banda larga de pelo menos a quarta geração (4G) ou o padrão de evolução de longo prazo (LTE) para superar problemas com estabilidade de vídeo e restrições de largura de banda. À medida que a infraestrutura de banda larga melhorou, o uso de telessaúde tornou-se mais amplamente viável. Os prestadores de cuidados de saúde muitas vezes começam a telessaúde com uma avaliação de necessidades que avalia as dificuldades que podem ser melhoradas com a telessaúde, como tempo de viagem, custos ou folga do trabalho. Colaboradores, como empresas de tecnologia, podem facilitar a transição.
A entrega pode ocorrer em quatro domínios distintos: vídeo ao vivo (síncrono), armazenamento e encaminhamento (assíncrono), monitoramento remoto do paciente e saúde móvel.

#### Monitoramento Remoto
O monitoramento remoto, também conhecido como automonitoramento ou teste, permite que profissionais médicos monitorem um paciente remotamente usando vários dispositivos tecnológicos. Este método é usado principalmente para gerenciar doenças crônicas ou condições específicas, como doenças cardíacas, diabetes mellitus ou asma. Esses serviços podem fornecer resultados de saúde comparáveis aos encontros tradicionais em pessoa com pacientes, fornecer maior satisfação aos pacientes e podem ser econômicos. Os exemplos incluem diálise noturna domiciliar e gerenciamento aprimorado das articulações.

#### Videotelefonia
Artigo principal: Videotelefonia
A videotelefonia compreende as tecnologias de recepção e transmissão de sinais de áudio e vídeo por usuários em diferentes locais, para comunicação entre pessoas em tempo real.
No início da tecnologia, a videotelefonia também incluía telefones de imagem, que trocavam imagens estáticas entre as unidades a cada poucos segundos em linhas telefônicas convencionais do tipo POTS, essencialmente o mesmo que os sistemas de TV de varredura lenta.
Atualmente, a videotelefonia é particularmente útil para surdos e deficientes auditivos que podem utilizá-la com linguagem de sinais e também com um serviço de retransmissão de vídeo, bem como para aqueles com problemas de mobilidade ou que estão localizados em lugares distantes e precisam de serviços de telemedicina ou serviços de teleducação.
Interatividade em tempo real
Consultas eletrônicas são possíveis por meio de serviços de telemedicina interativos que fornecem interações em tempo real entre o paciente e o provedor.   A videoconferência tem sido usada em uma ampla variedade de disciplinas e ambientes clínicos para vários fins, incluindo gerenciamento, diagnóstico, aconselhamento e monitoramento de pacientes.

## Categorias
Cuidado de emergência
A telemedicina comum de emergência diária é realizada por médicos reguladores do SAMU na França, Espanha, Chile e Brasil. Emergências aeronáuticas e marítimas também são atendidas pelos centros do SAMU em Paris, Lisboa e Toulouse.
Um estudo recente identificou três barreiras principais para a adoção da telemedicina em unidades de emergência e cuidados intensivos. Eles incluem:
- Desafios regulatórios relacionados à dificuldade e custo de obtenção de licenciamento em vários estados, proteção contra práticas ilícitas e privilégios em várias instalações.
- A falta de aceitação e reembolso por parte dos pagadores do governo e algumas seguradoras comerciais, criando uma grande barreira financeira, que coloca o peso do investimento diretamente sobre o hospital ou sistema de saúde.
- Barreiras culturais decorrentes da falta de desejo, ou relutância, de alguns médicos em adaptar paradigmas clínicos para aplicações de telemedicina.
A Telessaúde de Emergência também está ganhando aceitação nos Estados Unidos. Existem várias modalidades sendo praticadas que incluem, mas não estão limitadas a TeleTriage, TeleMSE e ePPE.

#### Telenfermagem
Telenfermagem refere-se ao uso de telecomunicações e tecnologia da informação para a prestação de serviços de enfermagem na assistência à saúde sempre que exista uma grande distância física entre o paciente e o enfermeiro, ou entre qualquer número de enfermeiros. Como campo, faz parte da telessaúde, e possui diversos pontos de contato com outras aplicações médicas e não médicas, como telediagnóstico, teleconsulta, telemonitoramento, etc.
A telenfermagem está alcançando taxas de crescimento significativas em muitos países devido a vários fatores: a preocupação em reduzir os custos dos cuidados de saúde, um aumento no número da população idosa e cronicamente doente e o aumento da cobertura de cuidados de saúde para distantes, rurais, pequenos ou regiões pouco povoadas. Entre seus benefícios, a telenfermagem pode ajudar a resolver a crescente escassez de enfermeiras; para reduzir distâncias e economizar tempo de viagem, e para manter os pacientes fora do hospital. Um maior grau de satisfação no trabalho foi registrado entre os enfermeiros.

## Principais Desenvolvimentos

#### Na política
A telessaúde é uma forma moderna de prestação de cuidados de saúde. A telessaúde rompe com a prestação de cuidados de saúde tradicionais ao usar sistemas de telecomunicações modernos, incluindo métodos de comunicação sem fio. A saúde tradicional é legislada por meio de políticas para garantir a segurança de médicos e pacientes. Consequentemente, uma vez que a telessaúde é uma nova forma de prestação de cuidados de saúde que agora está ganhando impulso no setor da saúde, muitas organizações começaram a legislar o uso da telessaúde nas políticas. No Brasil se houve muitos debates ao redor da telessaúde entre o CFM e a Associação Médica Brasileira. Isso ilustra que o assunto vem sendo muito mais recorrente  e demonstra a importância que a telessaúde terá no sistema de saúde, apresentando a legislação de telessaúde aos profissionais, juntamente com o governo.

#### Avanço da tecnologia
O avanço tecnológico dos dispositivos de comunicação sem fio é um grande desenvolvimento em telessaúde. Isso permite que os pacientes monitorem suas condições de saúde e não dependam tanto dos profissionais de saúde. Além disso, os pacientes estão mais dispostos a seguir seus planos de tratamento, pois investem mais e são incluídos no processo, à medida que a tomada de decisão é compartilhada. O avanço tecnológico também significa que os profissionais de saúde podem usar melhores tecnologias para tratar pacientes, por exemplo, em cirurgias. Os desenvolvimentos tecnológicos em telessaúde são essenciais para melhorar os cuidados de saúde, especialmente a prestação de serviços de saúde, uma vez que os recursos são limitados, juntamente com o envelhecimento da população que vive mais.
Transição para o mainstream
O uso tradicional de serviços de telessaúde tem sido para tratamento especializado. No entanto, houve uma mudança de paradigma e a telessaúde não é mais considerada um serviço especializado. Esse desenvolvimento garantiu que muitas barreiras de acesso fossem eliminadas, pois os profissionais médicos são capazes de usar tecnologias de comunicação sem fio para fornecer cuidados de saúde. Isso é evidente nas comunidades rurais. Para os indivíduos que vivem em comunidades rurais, o atendimento especializado pode ser feito a alguma distância, especialmente na próxima grande cidade. A telessaúde elimina essa barreira, pois os profissionais de saúde podem realizar consultas médicas por meio do uso de tecnologias de comunicação sem fio. No entanto, esse processo depende de ambas as partes terem acesso à Internet. .
A telessaúde permite que o paciente seja monitorado entre as visitas ao consultório médico, o que pode melhorar a saúde do paciente. A telessaúde também permite que os pacientes tenham acesso a conhecimentos que não estão disponíveis em sua área local. Essa capacidade de monitoramento remoto do paciente permite que eles fiquem em casa por mais tempo e ajuda a evitar o tempo desnecessário no hospital. Em longo prazo, isso pode resultar em menos sobrecarga do sistema de saúde e consumo de recursos.
Durante a pandemia de COVID-19, houve grandes aumentos no uso de telemedicina para visitas de cuidados primários nos Estados Unidos, aumentando de uma média de 1,4 milhões de visitas no segundo trimestre de 2018 e 2019 para 35 milhões de visitas no segundo trimestre de 2020, de acordo com dados do IQVIA.

## Principais Implicações e Impactos
A telessaúde permite que várias disciplinas variadas se fundam e forneçam um nível de atendimento potencialmente mais uniforme, usando a tecnologia. À medida que a telessaúde se prolifera na área de saúde predominante, ela desafia as noções de prestação de saúde tradicional. Algumas populações experimentam melhor qualidade, acesso e cuidados de saúde mais personalizados.

#### Qualidade de cuidados de saúde
Teoricamente, todo o sistema de saúde pode se beneficiar com a telessaúde. Em um teste de telessaúde no Reino Unido realizado em 2011, foi relatado que o custo da saúde poderia ser drasticamente reduzido com o uso do monitoramento de telessaúde. O custo normal de fertilização in vitro (FIV) por ciclo seria de cerca de US $ 15.000, com telessaúde foi reduzido para US $ 800 por paciente. No Alasca, a Rede Federal de Acesso à Assistência Médica, que conecta 3.000 provedores de saúde às comunidades, participou de 160.000 consultas de telessaúde em 2001 e economizou US $ 8,5 milhões em custos de viagem para o estado apenas para pacientes do Medicaid. Há indícios de que a telessaúde consome menos recursos e requer menos pessoas para operá-la, com períodos de treinamento mais curtos para implementar iniciativas.
No entanto, é bastante discutível se o padrão de qualidade dos cuidados de saúde está aumentando ou não, com a literatura refutando essas alegações. A pesquisa está relatando cada vez mais que os médicos consideram o processo difícil e complexo de lidar. Além disso, existem preocupações em torno do consentimento informado, questões de legalidade e também questões legislativas. Embora os cuidados de saúde possam se tornar acessíveis com a ajuda da tecnologia, a questão é se esses cuidados serão ou não "bons".

#### Promoção de Saúde
A telessaúde também pode aumentar os esforços de promoção da saúde. Esses esforços agora podem ser mais personalizados para a população alvo e os profissionais podem estender sua ajuda para residências ou ambientes privados e seguros nos quais pacientes de indivíduos podem praticar, solicitar e obter informações de saúde. A promoção da saúde por meio da telessaúde se tornou cada vez mais popular em países subdesenvolvidos, onde há poucos recursos físicos disponíveis. Tem havido um impulso particular para os aplicativos de saúde móvel, visto que muitas áreas, mesmo as subdesenvolvidas, têm cobertura para telefones celulares e smartphones.
Nos países desenvolvidos, os esforços de promoção da saúde usando telessaúde tiveram algum sucesso. O aplicativo australiano de amamentação sem usar as mãos do Google Glass relatou resultados promissores em 2014. Esse aplicativo, feito em colaboração com a Australian Breastfeeding Association e uma startup de tecnologia chamada Small World Social, ajudou as novas mães a aprenderem como amamentar. A amamentação é benéfica para a saúde infantil e materna e é recomendada pela Organização Mundial da Saúde e organizações de saúde em todo o mundo. A amamentação generalizada pode prevenir 820.000 mortes infantis em todo o mundo, mas a prática é frequentemente interrompida prematuramente ou as intenções de fazê-lo são interrompidas devido à falta de apoio social, conhecimento ou outros fatores. Este aplicativo fornecia à mãe informações sem o uso das mãos sobre amamentação, instruções sobre como amamentar e também tinha a opção de ligar para um consultor de lactação no Google Hangout. Quando o ensaio terminou, foi relatado que todas as participantes estavam confiantes na amamentação.

## Serviços do Programa Nacional Telessaúde Brasil Redes
A perspectiva do Programa é a melhoria da qualidade do atendimento, a ampliação das ações ofertadas pelas equipes e o aumento da capacidade clínica, a partir do desenvolvimento de ações de apoio à atenção à saúde e de educação permanente para as equipes de Atenção Básica.
Seu objetivo é ampliar a resolutividade da Atenção Primária e promover sua integração com o conjunto da Rede de Atenção à Saúde, possibilitando o fortalecimento e a melhoria da qualidade do atendimento da atenção básica no Sistema Único de Saúde (SUS).
O Programa é constituído por Núcleos Estaduais, Intermunicipais e Regionais, que desenvolvem e ofertam os seguintes serviços específicos para profissionais e trabalhadores do SUS:

#### Teleconsultoria
Esclarecimento de dúvidas sobre procedimentos clínicos, ações de saúde e questões relativas a processo de trabalho no formato de pergunta e resposta entre trabalhadores, profissionais e gestores da área de saúde. Funciona de maneira síncrona (realizada em tempo real, geralmente por chat, webconferência, videoconferência ou serviço telefônico) ou assíncrona (por meio de mensagens offline que devem ser respondidas em até 72h).

#### Segunda Opinião Formativa
Resposta sistematizada, construída com base em revisão bibliográfica, evidências científicas e clínicas a perguntas originadas das teleconsultorias. As teleconsultorias são selecionadas a partir de critérios de relevância e pertinência em relação às diretrizes do SUS e publicadas na BVS APS.

#### Teleducação
Atividades educacionais à distância por meio de tecnologias de informação e comunicação para apoiar a qualificação de estudantes, profissionais e trabalhadores da área da saúde (conferências, aulas, cursos).

#### Telediagnóstico
Serviço autônomo que utiliza as tecnologias de informação e comunicação para a realização de exames com emissão de laudo a distância, diminuindo custos com deslocamento de pacientes, aumentando a resolubilidade da Atenção Básica e, ainda, aumentando a oferta em especialidades.

## Vantagens e Limitações

#### Vantagens
- Potencial para otimizar o tempo e os custos dos serviços (redução de gastos públicos);[3]
- Possibilidade de ampliar o alcance da equipe de saúde em áreas remotas;[3]

- Telemonitoramento de doenças crônicas, com consequente melhor controle de doenças, redução de internações e demanda por serviços de urgência;[64]

- Telediagnóstico, com envio de exames para relato e discussão de casos clínicos à distância;[64]
- Possibilidade de uma segunda opinião, fornecendo um melhor atendimento ao paciente e acesso a especialistas;[64]
- Oportunidade de compartilhar conhecimentos;[64]
- Formação profissional sem a necessidade de movimentação, através do aprendizado a distância;[64]

#### Limitações
- Dificuldade de saber utilizar as ferramentas e os ambientes virtuais;[65]
- Baixa longevidade e manutenção dos programas de Telessaúde, falta de recursos;[66]
- Resistência de profissionais e usuários a novos modelos de serviços de saúde;[66]
- Falta de treinamento para uso da Telessaúde bem como falta de clareza sobre seus objetivos;[66]
- Falta de políticas governamentais e protocolos de uso e oferta de serviços de Telessaúde;[66]